# 1790.
◄ | 17. stoljeće | 18. stoljeće | 19. stoljeće | ►
◄ | 1760-ih | 1770-ih | 1780-ih | 1790-ih | 1800-ih | 1810-ih | 1820-ih | ►
◄◄ | ◄ | 1787. | 1788. | 1789. | 1790. | 1791. | 1792. | 1793. | ► | ►►
Arhitektura • Astronomija • Biologija • Glazba • Kazalište • Kemija • Kiparstvo • Knjige • Književnost • Kršćanstvo • Medicina • Politika • Pravo • Promet • Slikarstvo • Šport • Znanost

## Događaji
- 20. srpnja – nakon jednomjesečne opsade koju je izvršio Hrvatski armijski korpus (Kroatisches Armeekorps) habsburške vojske, od turske okupacije oslobođen je Cetingrad sa širom okolicom, te je vraćen u sastav Kraljevine Hrvatske

## Rođenja
- 29. ožujka – John Tyler, 10. predsjednik SAD-a († 1862.)
- 21. listopada – Alphonse de Lamartine, francuski književnik i političar († 1869.)

## Smrti
- 20. veljače – Josip II., car Svetoga Rimskog Carstva Njemačke Narodnosti, ugarski i hrvatski te češki kralj i austrijski nadvojvoda.
- 17. travnja – Benjamin Franklin, američki državnik, filozof, fizičar, ekonomist i pisac
- 17. srpnja – Adam Smith – škotski ekonomist i etičar (* 1727.)

## Vanjske poveznice
|  | Zajednički poslužitelj ima još gradiva o temi 1790. |